# Бјаловјешка шума
Бјаловјешка шума (пољ. Puszcza Białowieska, блр. Белавежская пушча) или Бјаловјежа (Białowieża, блр. Белавежа) је прашума која се налази на обе стране пољско-белоруске границе (100 2 у Пољској, 1.771  2 у Белорусији). У праисторијска времена шума таквог типа се простирала кроз значајан део Европске равнице. Ипак, постепено је сечена и у првобитном стању се сачувала само у Бјаловешком подручју.
Бјаловешка шума има највећи број различитих врста биљака и животиња у Европи. Најпознатија бјаловешка животиња је европски бизон, који је најкрупнији европски сисар, последњи представник дивљих европских бикова. Од других крупних биљоједа има јелена, дивљих свиња, лосова, срна, а од месождера има вукова, лисица, рисова и др. Просечан узраст бјаловешких стабала је 100 година, а поједини делови шуме имају просечан узраст 250—350 година. У шуми је регистровано више од хиљаду стабала-стараца (400—600-годишњи храстови, 250—350-годишњи борови и јасике, 200—250-годишње јеле).
Шума је отворена за туризам. У белоруском делу се налазе хотели и спортски комплекси, воде се пешачке, коњске и аутомобилске екскурзије.
Шума је дом за 800 европских бизона, најтеже копнене животиње у Европи. UNESCO програм Човек и биосфера одредио је пољски резерват биосфере Białowieża 1976. године и белоруски резерват биосфере Белавежская пушча 1993. године.
Године 2015. белоруски резерват биосфере заузимао је површину од 216.200 ha (2.162 km2; 835 sq mi), подељено на прелазну, тампон и сржну зону. Ова шума је проглашена Унесковом светском баштином и посебном зоном заштите ЕУ Природа 2000. Комитет за светску баштину је својом одлуком из јуна 2014. г. одобрио проширење Унесковог локалитета светске баштине Беловешка пушча/Бјаловешка шума, Белорусија, Пољска, који је постао Бјаловешка шума, Белорусија, Пољска. Налази се на граници између Пољске (Подласко војводство) и Белорусије (Брест и Гродно области), и налази се 70 километара северно од Бреста у Белорусији и 62 километра југоисточно од Бјалистока, Пољска. Овај локалитет светске баштине покрива укупну површину од 141.885 ha (1.418,85 km2; 547,82 sq mi).

## Сеча дрвета
Око 60.000 ha (150.000 acres) пољских шума налази се изван националног парка; скоро половина свог дрвећа у шуми је мртво – 10 пута више него у шумама којима се управља – при чему половина од 12.000 врста зависи од трупаца који се распадају, укључујући скоро угрожену бубу Cucujus cinnaberinus. Традиционално газдовање шумама би уклонило мртво дрво, као опасност од пожара. Године 2011, Здзислав Шкирућ, директор Националног парка Бјаловјешка, изјавио је да сеча и поновно засађивање омогућавају поновно успостављање шуме за 50 година, а не за 300–400 година колико би природа захтевала; еколог Јануш Корбел је тврдио да је то тако јединствена природа исконске шуме захтева лакши стил управљања. Андрзеј Красзевски, пољски министар животне средине од фебруара 2010. до новембра 2011. године, настојао је да повећа заштиту целе шуме, почевши од скромнијег проширења од 12.000—14.000 ha (30.000—35.000-acre), упркос отпора локалне заједнице и шумарске службе.
Еколози кажу да сеча шума угрожава флору и фауну у шуми, укључујући и врсте ретких птица, као што је Планински детлић, који је током 1990-их и 2000-их изгубио 30% своје популације у подручјима под управљањем шумама. Пољски државни одбор за шумарство тврди да се сеча врши ради заштите и из еколошких разлога, заштите од европског поткорњака смрче. Године 2012, количина дрвета коју шумари могу извући годишње је накратко смањена са око 120.000 m3 (4.200.000 cu ft) на 48.500 m3 (1.700.000 cu ft), отприлике 20.000.000 ку. фт, од чега се највише продаје локално, углавном као огревно дрво.
Дана 25. марта 2016, Јан Шишко, пољски министар животне средине, бивши шумар и шумарски академик, најавио је да ће одобрити утростручење сече у шуми, са границе од 63.000 m3 (2.200.000 cu ft) – скоро исцрпљено у то време – до 188.000 m3 (6.600.000 cu ft), нудећи изговор за „борбу против најезде поткорњака“. Роберт Циглицки, шеф Гринписа Полска, тврдио је да би сеча шума у борби против поткорњака „донела више штете него користи“, прикупивши више од 120.000 потписа за петицију премијерки Беати Шидло да поништи Шишков потез. Гринпис је такође рекао да би сеча могла да подстакне ЕУ да покрене казнене поступке против Пољске због кршења њеног програма Природа 2000, иако Шишко тврди да се планови сече неће применити на строго заштићена подручја, и тврди да, уместо да су стари 8.000 година, како научници тврде, делове шуме створила је „предузетна људска рука“ на земљиштима која су пре векова обухватала поља пшенице и проса.
Велика сеча дрва почела је 2017. године. Посечено је 190.000 кубних метара дрвета (160.000 до 180.000 стабала), што је највећи обим сече од 1988. године. Пољска влада је игнорисала молбе UNESCO-а да престане са сечом старих делова шуме, као и судски налог Европског суда правде да обустави активности сече. Коначна пресуда пала је 17. априла 2018. којом је одлучено да је прекршен закон ЕУ.